# Espluga Freda
El pueblo de Espluga Freda es un pueblo del antiguo término de Sapeira, agregado en 1970 al término municipal de Tremp en la comarca del Pallars Jussá provincia de Lérida.
Entre 1812, a consecuencia de la aplicación de la Constitución de Cádiz, y febrero de 1847, Espluga Freda, con el nombre oficialmente separado, formó ayuntamiento, que desapareció en fijarse que el número de vecinos (cabezas de familia) debía sobrepasar los 30, para mantener la independencia municipal. En ese momento se unió a Sapeira.
El acceso a Espluga Freda puede ser por dos lugares: una pista rural en buen estado, pero sin asfaltar, que sale hacia poniente de la carretera local de Talarn a Gurp en el lugar de las Bordes de Seix, sube hacia Montibarri y la Sierra Media, después pasa la Sierra de Gurp y baja por el lado de la Noguera Ribagorzana hacia Espluga Freda, El Pont d'Orrit y Arén. La misma pista se puede hacer al revés. Es más llano desde El Pont d'Orrit, porque el pueblo queda en el fondo del valle, pero el trayecto es más largo, ya que hay que ir desde Tremp al Puente de Montañana por la carretera C-1311, y del Puente de Montañana hacia Arén y el Pont d'Orrit por la A-14.
Espluga Freda tiene iglesia parroquial, dedicada a san Esteban, que preside un pequeño conjunto de edificaciones de piedra, actualmente la mayor parte en ruinas, como muchas otras de las casas que formaban el pueblo. Esta iglesia, de la que se tienen noticia anteriores al año 1000, actualmente conserva solo algunas hileras de piedras del templo primitivo, románico.
Aparte de esta iglesia, al suroeste del pueblo, a una distancia de unos dos kilómetros en línea recta, se encuentra la iglesia románica de San Cosme de Espills, o de Espluga Freda, situada en la vertiente de mediodía de la montaña de Sant Cosme, en medio del risco del mismo nombre, debajo mismo del Pla de les Comes. 

## Historia
Espluga Freda ya aparece citado en 917. Figura entre los dominios de la baronía de Erill el siglo XVII.

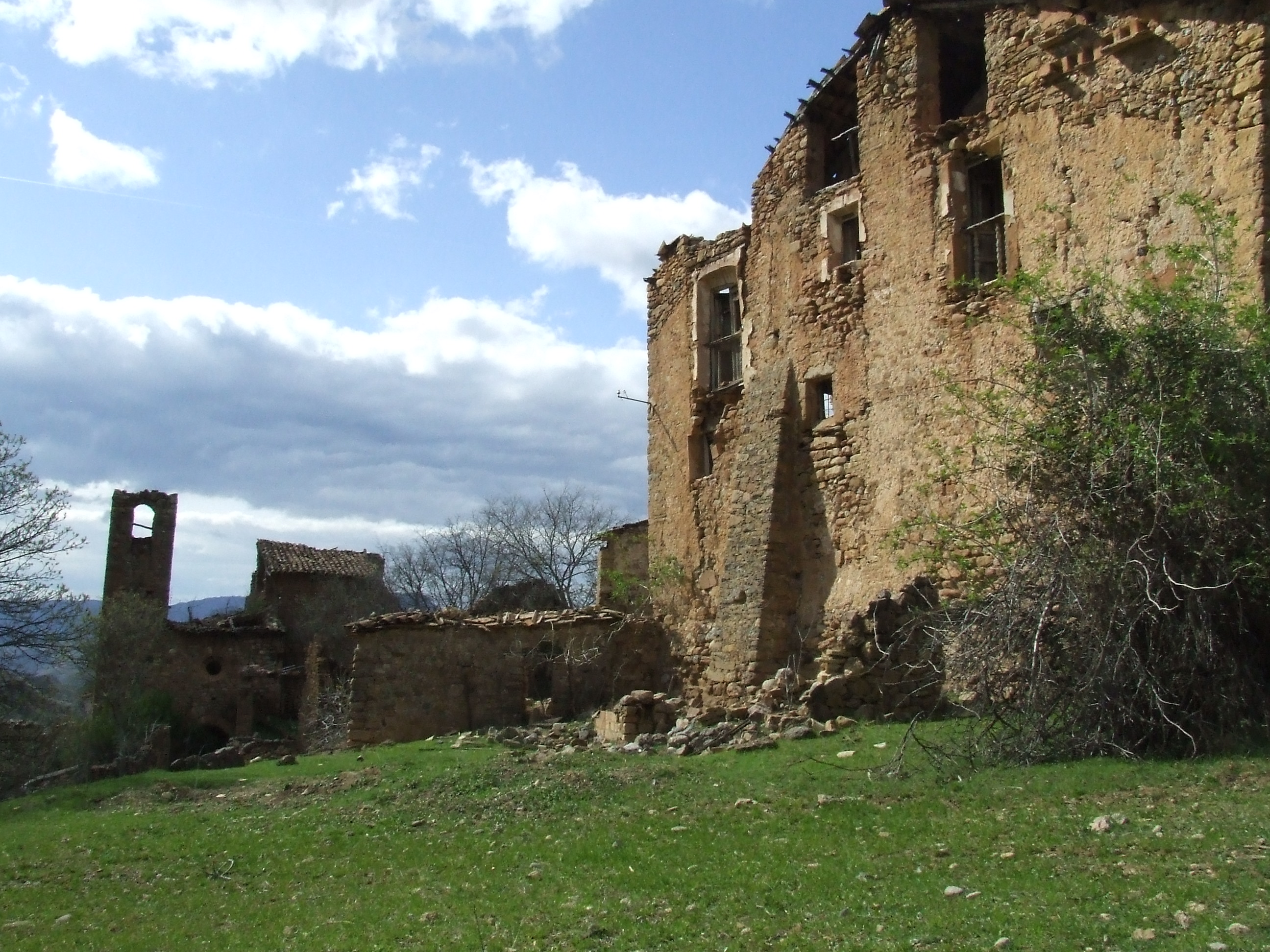
Casas en ruinas de la población de Espluga Freda.

En un censo de 1831, constan en Espluga Freda 19 habitantes. El lugar era de Pérez de Àger. Pascual Madoz habla en su Diccionario geográfico ... del 1845. Se explica que:

está situado en la ladera de una montaña, rodeado por todas partes, menos la parte de levante, por altas montañas. Tiene, sin embargo, buena ventilación, y el clima es saludable, aunque es frío. Hay 5 casas que constituyen un núcleo, con algunos pajares, y 2 casas más a levante, a una cierta distancia. El terreno del término es pedregoso, áspero, roto y de mala calidad, en general. Es muy montañoso, y la zona llana es poco productiva. Se cultivan unos 90 o 100 jornales, y hay que romper zonas de matorral, quemándolas, para obtener campos para arar. No hay bosques, y los vecinos de Esplugafreda hacen leña con los matorrales que llenan el término. Se produce trigo, centeno, cebada, patatas, poco vino y aceite. Hay ovejas y cabras, y algunos bueyes para arar. También hay caza de liebres, conejos y perdices. La población está formada por 4 vecinos (cabezas de familia) y 24 almas (habitantes).

Hacia 1900, se citan 13 edificios, con 38 habitantes. En 1960 ya solo tenía 17 habitantes, que se fueron reduciendo hasta llegar a un solo habitante en 2006.